# Das Zeitalter der Fünf
Das Zeitalter der Fünf (englischer Originaltitel: Age of the Five) ist ein dreiteiliger Fantasy-Roman von Trudi Canavan der vom Leben der Protagonistin Auraya und einem von real existierenden Göttern angezettelten Religionskrieg handelt. Die Trilogie umfasst die Bücher Priester, Magier und Götter.

## Handlung

### Priester
Das erste Buch der Trilogie erschien 2005 unter dem Originaltitel Priestess of the White (≈ Priesterin der Weißen). Die deutsche Übersetzung folgte im Oktober 2007 unter dem Titel „Priester“.
Auraya, einer jungen Frau gelingt es, im Prolog eine Geiselnahme durch Verhandeln unblutig zu beenden, wobei die zur Verhandlung geschickte Weiße Mairae erkennt, dass Auraya ein großes magisches Potential in sich trägt und ihr anbietet, eine Priesterin des Zirkels zu werden, ein Angebot, das Auraya nach kurzer Zeit auch annimmt. In den folgenden Jahren steigt sie in der Hierarchie des Ordens auf und wird von den fünf Göttern, die sie verehrt, als eine der „Weißen“  erwählt (außer ihr gibt es noch vier andere „Weiße“: Juran, Dyara, Rian und Mairae (Reihenfolge ihrer Erwählung zu Weißen, den Auserwählten der fünf Götter)).
Doch dann schwärmen geheimnisvolle, schwarz gekleidete Magier (Pentadrianer) aus, deren Ziel aus religiösen Gründen der Untergang der zirklischen Religion (der Zirkel sind die fünf lebenden Götter die in Nordithania angebetet werden) ist. Auraya stellt Leiard, einen Traumweber, den sie schon seit ihrer Kindheit kennt, als Traumweberratgeber ein und verbündet sich mit dem Volk der Siyee. Auraya und Leiard verlieben sich und beginnen eine Beziehung, von der allerdings niemand erfahren darf, weil Aurayas Götter gegen den Kult der Traumweber sind, die den Göttern nicht huldigen. Schließlich greifen die Pentadrianer das Land Nordithania an und Auraya muss mit den anderen Weißen und einer Armee in den Krieg ziehen. Deren erstes Opfer ist einer der von Auraya so geliebten Siyee. Dann jedoch erfährt Juran, der das Oberhaupt der Weißen ist, von ihrer Liebe zu Leiard und zwingt Leiard, sich von Auraya fernzuhalten. Auraya sucht eine Zeit lang nach ihm, bis sie ihn in der Nähe eines Bordells findet und in seinen Gedanken liest, dass er sie nicht mehr liebt und so eben Kunde im Freudenhaus war. Ersterer Punkt ist allerdings ein Trugschluss, da Leiard den Geist des von Juran getöteten Traumwebergründers Mirar in sich trägt, der zu dieser Zeit die Kontrolle über Leiard hat. Gekränkt und wütend fliegt Auraya in die Berge um allein zu sein, woraufhin Chaia, einer der fünf Götter der Zirkler, erscheint und ihr erklärt, dass sie woanders hingehen soll. Nachdem sie ihre Position gewechselt hat, kann sie beobachten, wie die pentadrianische Armee den Berg durch eine Mine verlässt, anstatt, wie vermutet, über den einzigen Pass anzugreifen. Kurz darauf kommt es zu einer großen Schlacht, in der es Auraya gelingt, den Anführer der Pentadrianer, die erste Stimme Kuar, mit Magie niederzustrecken. Als die Weißen nun auch die anderen Stimmen töten wollen, schaltet sich Chaia ein, der ihnen dies mit der Begründung, dass sie nun wüssten, wie diese Feinde kämpften und es so oder so bald wieder fünf Stimmen gäbe, untersagt. Da die Pentadrianer nun durch den Tod einer Stimme und den Verlust ihrer enormen, von den pentadrianischen Göttern bedeutend gestärkten magischen Kraft den ebenso durch den Zirkel gestärkten Weißen unterlegen sind, kapitulieren sie und ziehen sich zurück.

### Magier
Das zweite Buch der Trilogie erschien 2006 unter dem Originaltitel Last of the Wilds (≈ [die] Letzten der Wilden). Die deutsche Übersetzung erschien im Dezember 2007 unter dem Titel „Magier“.
Nach der großen Schlacht hat Auraya Nacht für Nacht Albträume, was sich jedoch bessert, als sie eine Beziehung mit dem Gott Chaia eingeht. Leiard begibt sich unterdessen mit Emerahl nach Si, wo sich herausstellt, dass Leiard eine künstliche Schöpfung des Traumwebergründers Mirar in dessen Körper ist, um sich vor den Weißen zu schützen. Im Laufe der Zeit erkennt Mirar, dass Leiard keine Neuschöpfung, sondern lediglich ein Teil seiner selbst war; als Mirar dies klar wird, verschmelzen beide Geister wieder zu einem. Unterdessen begibt sich auch Auraya wieder nach Si, wo sie ihn bei der Bekämpfung einer Seuche trifft. Als Mirar Auraya eine Heilmethode zeigt, die sich später als der Weg erweist, mit dem man unsterblich werden kann, erfahren die zirklischen Götter davon, dass Mirar noch lebt. Daher geben sie Auraya den Auftrag, ihn zu töten. Während ihres Angriffes gelingt es Mirar jedoch, Auraya davon zu überzeugen, dass er den Tod nicht verdient. Die Göttin Huan fordert daraufhin von Auraya, ihr ihren Körper zu überlassen, damit sie Mirar töten könnte. Auraya weigert sich aber und lässt ihn ziehen, woraufhin sich Mirar nach Süd-Ithania begibt. Als sie später eine zweite Chance von den Göttern erhält, schlägt sie auch diese aus. Als Strafe muss sie die nächsten zehn Jahre in der Hauptstadt bleiben. Dort beschließt sie, stattdessen ihre Stellung als Weiße aufzugeben, um den Siyee bei der Epidemie helfen zu können. Die Pentandrianer wollen währenddessen unter ihrem neuen Oberhaupt Nekaun Nordithania durch ihre Götter bekehren, was jedoch nicht gelingt, da viele den Krieg, der so viele Opfer forderte, noch lange nicht vergessen haben; außerdem wollen die Bewohner Nordithanias ihren Göttern treu bleiben. Verbündete finden die Pentadrianer bei den Elai, da sie ihnen zeigen, wie sie sich gegen Plünderer wehren und diese auch angreifen können. Imenja und Reivan bringen die Prinzessin Imi zurück nach Hause, nachdem diese abgehauen und von Plünderer entführt worden ist. Am Ende unterzeichnet der König einen Bündnisvertrag. Mirar bittet schließlich Emerahl per Vernetzung Auraya zu unterrichten, um unsterblich zu werden. Diese willigt widerstrebend ein, da sie selbst eine Schriftrolle suchen will, um etwas mehr über die Götter herauszufinden.

### Götter
Der dritte Band der Trilogie erschien 2007 unter dem Originaltitel Voice of the Gods (≈ Stimme der Götter; hier ist vermutlich „Götterstimme“ gemeint). Die deutsche Übersetzung erschien im März 2008 unter dem Titel „Götter“.
Zu Beginn des dritten Teils wird Priesterin Ellareen, meist nur Ella genannt, zu Aurayas Nachfolgerin als Weiße ernannt. Unterdessen gelangt Mirar nach Südithania und Emerahl kommt in Si an, um Auraya auszubilden. Es gelingt Emerahl, Auraya zu sich zu locken und sie davon zu überzeugen, sich die Fähigkeiten der Unsterblichen (=Wilden) beibringen zu lassen. Mirar erkennt währenddessen auf dem südlichen Kontinent, dass die Pentadrianer Traumweber gut behandeln. Auraya erwirbt die Fähigkeit des Gedankenlesens, die sie seit ihrem Rücktritt nicht mehr ausüben konnte, als in Nordithania mehrere Traumweber von scheinbar zirklischen Priestern ermordet werden. Zu diesem Zeitpunkt erzählt Emerahl Auraya von den Verbrechen der toten Götter und Auraya gelingt es, ihre Gedanken vor anderen, auch den Göttern, zu verbergen. Kurz darauf belauscht sie ein Gespräch zwischen den Göttern Huan und Saru und erfährt, dass Huan ihren Tod schon vor der verweigerten Hinrichtung verlangt hatte und es ihr (Huan) inzwischen gelungen ist, Saru ebenfalls von dieser Meinung zu überzeugen. Auraya erkennt daraufhin, wie sie ihre heilenden Fähigkeiten auf sich selbst anwenden muss, um unsterblich zu werden. Die pentadrianische Ratgeberin Reivan erkennt unterdessen, dass es zu Spannungen zwischen Nekaun und Imenja, den beiden obersten Anführern der Pentadrianer, kommt, was Imenja ihrer „Gefährtin“ Reivan gegenüber auch zugibt. Kurz darauf beginnt sie, gegen die Warnung ihrer Vorgesetzten Imenja, eine Beziehung mit Nekaun. Unterdessen versucht Auraya Emerahl das Fliegen beizubringen, was aber misslingt. Kurz darauf findet Ellareen von den Weißen heraus, dass die Morde an den Traumwebern von Pentadrianern begangen werden, die sich als Zirkler verkleidet haben, um die Lehrlinge der Traumweber dazu zu bringen, sich dem pentadrianischen Glauben anzuschließen und einen Hass gegen die Zirkler zu entwickeln. Daraufhin werden alle Pentadrianer festgenommen und allen Überläufern wird die Wahrheit erzählt; hierbei findet Ellaren heraus, dass Nekaun selbst den Befehl dazu gab und die Morde und die Ausbildung auch höchstpersönlich überwacht hat. Emerahl begibt sich währenddessen nach Südithania, um im Auftrag der Zwillinge eine Schriftrolle zu suchen, auf der angeblich steht, wie man Götter töten kann. Auraya bleibt noch drei Tage in der Höhle, in der sie von Emerahl unterrichtet wurde und versichert sich Chaias Unterstützung. Mirar offenbart sich in der Öffentlichkeit von Südithania. Huan gibt kurz darauf den Siyee den Befehl, einen Angriff gegen die Pentadrianer zu starten und verbietet Auraya zu kämpfen; sie darf jedoch mitkommen, um Verletzte zu heilen. Der Angriff scheitert jedoch, da Nekaun anwesend ist, alle Siyee gefangen nimmt und sie nach Glymma, der Hauptstadt der Pentadrianer bringt. Er macht Auraya das Angebot für jeden Tag, den sie in der Stadt bleibt und sich mit deren Kultur auseinandersetzt, eine Siyee freizulassen, was diese auch annimmt. Unterdessen verbündet sich Emerahl auf der Suche nach der Schriftrolle mit einer Gruppe von Denkern (=Gelehrten), durch die sie große Fortschritte erzielt. Kurz darauf beschließen Auraya und Mirar in einer Traumvernetzung, die Pentadrianer im Glauben zu lassen, dass sie verfeindet sind. Währenddessen findet Emerahl die Schriftrolle der Göttin Sorli, die zwar einige interessante Details enthält, aber nicht das erwünschte Wissen darum, wie man Götter töten kann. Mirar kommt wenig später in Glymma an. In der Nacht liest Auraya Reivans Gedanken und findet dabei Indizien für einen bevorstehenden Verrat Nekauns und stellt fest, dass er sich nicht mit den anderen „Stimmen“ abspricht. Währenddessen vernetzt sich Emerahl mit den Zwillingen, mit denen sie zu dem Schluss kommt, dass sich die gewünschten Informationen auf einem Diamanten befinden müssen. Nach einigen Untersuchungen findet Emerahl heraus, dass der Diamant besagt, dass man Götter tötet, indem man sie in einen magieleeren Raum bringt, oder einen magieleeren Raum um sie herum entstehen lässt. Nekaun verrät Auraya und hält sie unter dem Sanktuarium gefangen. Sie kann sich nicht befreien, da sie unbemerkt in einen magieleeren Raum geführt wurde. Nekaun behandelt sie dort sehr schlecht und nimmt ihr alle ihre Kleider. Später versucht er sie zu vergewaltigen, aber Chaia alias Sheyr kommt Auraya zur Hilfe (Chaia nennt das Erkennungswort „Schatten“, welches er mit Auraya ausgemacht hat, damit sie ihn erkennt) und befiehlt Nekaun, der Chaia für Sheyr hält, ihr auf diese Weise keinen Schaden zuzufügen. Nekaun ist darüber so erbost, dass er Reivan besucht und seine Wut dort rauslässt. Zwar geht sie freiwillig mit ihm ins Bett, aber trotzdem kann man das, was er mit ihr macht, als Vergewaltigung bezeichnen. Daraufhin beendet Reivan das Verhältnis. Währenddessen wissen die anderen Weißen nicht, ob Auraya ihnen und den Göttern weiter treu ist, da sie sich ja nicht melden kann. Ella, die in Dunwegen ist und sich dort als ziemlich skrupellos entpuppt, ist felsenfest davon überzeugt, dass Auraya sie verraten hat. Auraya setzt sich per Traumvernetzung mit Danjin in Verbindung und erzählt ihm, dass sie gefangen ist. Als Danjin dies Ella erzählt, ist diese davon überzeugt, dass das ein Trick ist. Unterdessen planen die Weißen, auf Befehl der Götter hin, die Pentadrianer anzugreifen und ihre Religion auszulöschen. Die Pentadrianer werden von ihren Göttern gewarnt und stellen ebenfalls ihre Armee auf. Zudem versuchen sie Mirar für den Kampf auf ihre Seite zu ziehen. Mirar erklärt ihnen, dass er nicht kämpfen darf. Daher versuchen die Pentadrianer ihn wenigstens für die Stärkung ihrer Schutzzauber zu gewinnen. Mirar willigt ein, im Gegenzug dafür will er nach der Schlacht Auraya erhalten. Imenja und die anderen Stimmen sind einverstanden, erkennen aber, dass Nekaun sie spätestens nach dem Krieg töten will. Aurayas Schoßtier namens Unfug, der es geschafft hat, zu Auraya zu kommen, versucht das Schloss von Aurayas Handschellen zu öffnen, scheitert aber zunächst, da er dazu Magie braucht. Chaia erscheint Auraya und erklärt ihr, dass sie im Sterben liege, was auch der Wahrheit entspricht. Er erklärt ihr, wie sie eine Göttin werden könne, da alle Götter früher erst Sterbliche und dann Unsterbliche waren, bevor sie zu Göttern wurden. Auraya begreift, dass sie, wenn sie auf Chaias Vorschlag eingegangen wäre, gestorben wäre, da sie in einem magieleeren Raum ist. Da es nun so scheint, als haben alle Götter sie verraten, verliert Auraya ihr letztes bisschen Glauben. Während sich die Stimmen und Weißen auf dem Schlachtfeld einfinden, versammeln sich dort auch die 5 letzten Wilden, da sie die Chance, die Götter zu töten, falls eine eintreten sollte, nicht verpassen wollen. Allerdings brauchen sie Auraya, da man sechs Personen benötigt, um einen Gott zu töten (um einen magieleeren Raum zu schaffen, müssen sechs Personen um den Raum herum verteilt sein und alle Magie in sich hinein ziehen). Allerdings müssen sie auf Auraya, ihren sechsten Mann hoffen. Inzwischen gelingt es Unfug, einem Wärter die Schlüssel zu klauen und zu Auraya zu bringen. Gerade als die Wächter es bemerken, kann diese sich mit der Hilfe des Veez befreien und die Wächter töten. Sie hat sich gerade geheilt, als Huan kommt und Einblick in ihre Gedanken verlangt. Als sie es ihr verweigert, greift diese an und kann Auraya fast töten. Um sich zu retten, zieht Auraya so viel Magie wie möglich in sich herein und schafft somit einen kleinen, magieleeren Raum, aus dem Huan flüchten muss. Sie heilt sich und zerstört kurzerhand das ganze Sanktuarium. Nachdem sie sich einige Kleider besorgt hat, fliegt sie zum Schlachtfeld, wo sich die Weißen und Pentadrianer gerade gegenübertreten. Sie hört erneut die Gedanken der Götter und findet heraus, dass die Götter der Zirkler auch die der Pentadrianer sind, und dass sie alles als ein Spiel betrachten. Als das Kommando kommt, die Götter zu töten, zögert keiner der Unsterblichen. Alle ziehen soviel Magie in sich hinein wie möglich, um einen magieleeren Raum zu schaffen. Als sie aufhören, merken sie, dass sie eine magieleere Kugel geschaffen haben, in deren Mitte noch Magie ist, und die Götter weiterhin existieren. Chaia fragt Auraya, ob er bei dem Anschlag auf ihr Leben (Die Gottwerdung, siehe oben) das Erkennungswort genannt hätte. Bestürzt erfährt Auraya, dass es Huan war, die sich als Chaia ausgegeben hat, und nicht Chaia, der sie töten wollte. Sie verspricht Chaia, dass sie und die anderen Weißen den leeren Raum schützen würden, bis die Magie wieder hineingeflossen wäre und Chaia wieder rauskäme. Chaia, der anscheinend erkannt hat, wie schlecht ihre Taten waren, vor allem aber keine Lust hat, tausend Jahre (Schätzung der Wilden und der Götter, wie lange es dauern wird, bis die Magie wieder zurückfließt und die Götter freikämen) mit Huan gefangen zu sein, zieht jedoch so viel Magie in sich hinein wie möglich und tötet sich und die anderen Götter. Seine letzten Worte an Auraya sind: „Vergiss mich nicht!“ Auraya trauert sehr um ihn, im Gegensatz zu den anderen Wilden.
Da die Götter nun tot sind, besitzen die Weißen und die Stimmen nur noch ihre ursprünglichen magischen Fähigkeiten und verlieren ihre Unsterblichkeit. Zumindest Imenja behält jedoch ihre Fähigkeit, Gedanken zu lesen, die sie auch direkt dazu nutzt, Nekaun wegen Vergewaltigung dreier Götterdienerinnen anzuklagen, ihn zum Tode zu verurteilen und das Urteil mit Hilfe der anderen drei Stimmen direkt zu vollstrecken.

## Gruppierungen
In „Das Zeitalter der Fünf“ gibt es drei wichtige Gruppierungen:

### Zirkler
Die Zirkler sind die Anhänger der zirklischen Religion; sie folgen den fünf Göttern Chaia, Huan, Lore, Yranna und Saru und leben in Nordithania, wo sie die mit Abstand größte Glaubensgemeinschaft darstellen. Die Anführer der Zirkler sind die sogenannten Weißen, die direkt von den Göttern ausgewählt werden und nur diesen unterstehen. Unter den Weißen stehen die Hohepriester, die wiederum über den Priestern stehen. Die zirklische Hauptstadt „Jarime“ liegt im nördlichen Teil von Nordithania im Staat Hania.

### Pentadrianer
Die Pentadrianer stellen das südithanische Gegenstück zu den Zirklern dar und huldigen den fünf Göttern Sheyr, Hrun, Alor, Ranah und Sraal. Ihre Anführer sind die sogenannten Stimmen, die von allen Götterdienern in Südithania gewählt werden. Die Götterdiener stellen das pentadrianische Gegenstück zu den zirklischen Priestern dar, ebenso wie die ergebenen Götterdiener den Hohepriestern entsprechen. Die pentadrianische Hauptstadt „Glymma“ liegt im nördlichen Teil Südithanias im Staat Avven nahe der Landbrücke, die die einzige Verbindung zwischen den Kontinenten darstellt.

### Traumweber
Die Traumweber stellen einen Kult dar, der viele Jahrhunderte vor dem Einsetzen der Handlung von dem Unsterblichen Mirar gegründet wurde und keinem Gott huldigt. Im Gegensatz zur zirklischen und pentadrianischen Religion ist es den Traumwebern unter keinen Umständen, auch nicht im Krieg, erlaubt, Gewalt gegen Menschen anzuwenden. Die Traumweber stellen in ganz Ithania die mit Abstand besten Heiler dar und sind sowohl in Nord-, als auch in Südithania verbreitet; während sie im Süden respektiert und geachtet werden, haben die Zirkler im Norden jedoch eine starke Abneigung gegen sie, die zum Teil auch Gewalttaten zur Folge hat.

### Sonstige
Darüber hinaus gibt es natürlich noch weitere, zum Teil religiöse, Gruppen, wie zum Beispiel die Anhänger der toten Götter oder den Schöpferkult (dessen Anhänger glauben, dass auch die Götter nicht über allem stehen, sondern dass es noch ein höheres Wesen, den sogenannten Schöpfer gibt, der sich weitestgehend so verhält, wie Gott im christlichen Glauben), die allerdings sehr wenig zur Handlung beitragen.

## Völker und Unsterbliche
Neben den „normalen“ Menschen gibt es in Ithania noch die Völker der Siyee und der Elai, ferner einige Unsterbliche und natürlich die Götter.

### Siyee
Die Siyee stellen, wie die Elai, ein von der Göttin Huan geschaffenes Volk dar. Sie sind bedeutend kleiner als „normale“ Menschen, die sie als „Landgeher“ bezeichnen, und besitzen Flügel, mit denen sie effektiv fliegen können. Die Flügel sind hierbei eine Art ledrige Haut, die, in etwa wie bei einer Fledermaus, an den Armen und an der Körperseite befestigt ist.

### Elai
Das Meeresvolk der Elai wurde ebenfalls von der Göttin Huan erschaffen, sie sind jedoch, im Gegensatz zu den Siyee, wenig größer als „Landgeher“ (auch die Elai verwenden diese Bezeichnung) und haben eine schwarze Haut. Die Elai stellen ein perfekt an das Leben im Meer angepasstes Volk dar, wozu unter anderem eine stark vergrößerte Lunge und Schwimmhäute gehören.

### Unsterbliche
In Ithania gibt es zwei Arten von Unsterblichen: Die „Wilden“ und die Auserwählten der Götter. Die Bezeichnung „Unsterblicher“ ist allerdings irreführend, da sie durchaus sterben können, sei es durch einen Unfall, einen Mord, oder einen Selbstmord. Sie sterben jedoch niemals eines natürlichen Todes und verfügen über dermaßen große magische Kräfte, dass ein einziger Unsterblicher eine Schlacht entscheiden kann, sodass sie sich auch mühelos gegen mehr oder weniger alles, mit Ausnahme anderer Unsterblicher, verteidigen können.

#### Die Wilden
Die „Wilden“ sind die Unsterblichen, die sich selbst die Unsterblichkeit gegeben haben. Sie werden von den Auserwählten der Götter gejagt, da die Götter am liebsten alle Wilden tot sehen würden. Die „Wilden“ bezeichnen sich selbst als „Unsterbliche“; zum Einsetzen der Handlung gibt es noch fünf von ihnen:
- Mirar; zu Beginn der Handlung hat er allerdings seine Persönlichkeit verloren und zieht als Leiard durch Nordithania. „Seine“ Eigenschaft ist die Fähigkeit perfekt zu heilen. Als Traumwebergründer lehnt er es strikt ab, Gewalt anzuwenden.
- Emerahl (die Hexe); ihre Eigenschaft ist die Fähigkeit ihr Alter und damit auch ihr Aussehen komplett zu verändern, was sie aber sehr viel Kraft kostet.
- die Möwe; der vermutlich älteste Unsterbliche. Er ist gewissermaßen der Unsterbliche des Meeres, dem man viele Fähigkeiten nachsagt, bis hin zur Fähigkeit, in begrenztem Umfang das Wetter zu verändern; Welche Fähigkeiten er aber wirklich besitzt bleibt unklar.
- Tamun und Surim (die Zwillinge); Die Zwillinge sind ebenfalls sehr alte Unsterbliche, ihre Fähigkeit ist es, in großen Gebieten die Gedanken der Menschen „abzuschöpfen“, diese mit ihren Erinnerungen zu vergleichen, und so zu schätzen, was die Zukunft bringen wird. Ihr Name entstand dadurch, dass sie früher Siamesische Zwillinge waren, die sich irgendwann getrennt haben. Die große Besonderheit hierbei ist, dass Tamun eine Frau ist und Surim über die Zeit sein ehemals ebenfalls weibliches Geschlecht in ein männliches verwandelt hat.

Andere Wilde, die beim Einsetzen der Handlung schon ermordet waren beziehungsweise Selbstmord begangen hatten:
- Das Orakel; konnte nicht in die Zukunft sehen, nur Gedanken lesen, was sie sich zunutze machte, indem sie den Betreffenden zweideutige Antworten gab
- Der Bauer; wusste alles über die Landwirtschaft
- Der Bibliothekar; wachte über die Bibliothek von Soor
- Der Schöpfer; nahm sich das Leben, nachdem seine Schöpfung vernichtet wurde

#### Die Auserwählten der Götter
Die Auserwählten der Götter beziehen ihre Fähigkeiten über einen von den Göttern verzauberten Ring oder eine Halskette (Sternenanhänger). Sie verfügen mehr oder weniger über die gleichen Fähigkeiten wie die Wilden, verlieren diese jedoch, wenn sie den Ring (Zirkler) beziehungsweise den Sternenanhänger (Pentadrianer) abnehmen.

Die Weißen (Zirkler) sind (geordnet nach magischer Kraft):
- Juran; Anführer der Weißen;
- Dyara; die zweite Weiße, die erwählt wurde;
- Auraya; Im Verlauf der Trilogie stellt sich jedoch heraus, dass ihre eigene magische Kraft größer ist als die eines jeden anderen Magiers;
- Ellareen; Aurayas Ersatz nach deren Rücktritt, sie tritt zum ersten Mal in „Götter“ auf und erweist sich als skrupellose Fanatikerin;
- Rian: wurde als Vierter erwählt und ist ebenfalls ein bedingungsloser Fanatiker;
- Mairae; wurde als Dritte erwählt

Die Stimmen (Pentadrianer) sind (geordnet nach magischer Kraft):
- Kuar; fanatischer Anführer der Stimmen; es wird nicht eindeutig geklärt, ob er stärker ist als Nekaun;
- Nekaun; Kuars Nachfolger als erste Götterstimme; es wird nicht eindeutig geklärt, ob er schwächer ist als Kuar;
- Imenja; zweite Götterstimme; hält Nekaun für absolut unfähig;
- Vervel; dritte Götterstimme
- Genza; vierte Götterstimme; lädt Mirar ein; züchtet schwarze Vögel
- Shar; fünfte Götterstimme; züchtet Worns

Siehe auch: Zirkler und Pentadrianer

### Die Götter
Die Götter sind Wesen aus reiner Magie, die sich mit praktisch unbegrenzt hoher Geschwindigkeit in allen drei Dimensionen durch das Land bewegen können, ohne dass es für sie Hindernisse gibt. Sie benötigen jedoch Menschen, um mit der materiellen Welt in Verbindung zu treten und können die Welt nur durch die Augen eines Sterblichen sehen. Außerdem können sie nur an Orten existieren, an denen es zumindest ein wenig Magie gibt, da sie diese zum Leben benötigen, wenn auch nur sehr wenig. Ein Gott kann nur dadurch sterben, dass er freiwillig oder unfreiwillig in einen sogenannten „leeren Raum“ gelangt, also in einen Raum ohne jede Magie.